# Telanthera versicolor
Telanthera versicolor är en amarantväxtart som först beskrevs av Lem., och fick sitt nu gällande namn av Eduard August von Regel. Telanthera versicolor ingår i släktet Telanthera och familjen amarantväxter. Inga underarter finns listade i Catalogue of Life.